# Tengerföld
Tengerföld (vagy Tengeri Ország, Tengermellék, Vízi Ország, Vízföld, sumer KURa-ab-baKI, KURab-baKI, akkád nyelven Māt-Tāmti, arámi nyelven Bít-Jakíni) Mezopotámia délkeleti részének neve. Létének egy évezrede alatt változó kiterjedésű terület, általában a Tigris és az Eufrátesz torkolatvidékét, a Nippurtól lejjebb eső térséget nevezték így, valamint a kora ókorban még létező nagy szigetet, amely az elámi hegyvidéktől délre helyezkedett el. Sokszor csak a közvetlen tengerpartot értették alatta. Ma már nagyon messze van a tengertől, a két folyam feltöltötte a területet.
A Tengerföld elkülönülése régebbi keletű, mint államiságának önállósága. Az i. e. 2. évezred folyamán gyakorlatilag megegyezett az Amorita Babilon előtti Larsza és Lagas fennhatóságának területével, ezért leginkább e két város politikai utódjának tekinthető, és mint ilyen, egyben a sumer nyelv, etnikum és állam utolsó képviselője is Babilon kialakulása és a III. uri dinasztia bukása után. E terület csak nagyon rövid időre került babiloni fennhatóság alá. Rím-Szín uralkodását Hammurapi szüntette meg a középső kronológia szerint i. e. 1763-ban, de i. e. 1732-ben már Szamszuilúna elveszítette a térséget, mivel Ilumaél (vagy Iluma-ilum) már önálló lehetett. Köszönhette ezt a kassziták benyomulásának, melynek során Babilon elvesztette a rendkívül fontos közép-mezopotámiai térségben a Tigris bal partjának egy szakaszát (Esnunna környékén), és a védekezési kényszer lehetetlenné tette a Tengerföld visszafoglalását.
A Tengerföld Hammurapi és Szamszuilúna uralkodása alatt a délkeleti sumer városok lakosságának menedéke lett, és a térség nagyobb városai összefogtak az amoriták ellen. Ilumaél azt állította, hogy a Rím-Szín által legyőzött első iszíni dinasztia (vagyis Damik-ilisu) leszármazottja, és élére állt a lázongásoknak. A függetlenséget Elám segítségével vívta ki. A királylistákon tíz vagy tizenegy uralkodó szerepel az URU.KÙki dinasztiából. Feliratos emlékeket alig hagytak ránk, az ismert feliratokon KURa-ab-baKI királyának nevezik magukat (sumer a-ab-ba = „tenger”).
A terület történetéről viszonylag kevés ismeretünk van, mivel városai gyengén kutatottak. A saját korának természeti körülményei sem voltak alkalmasak leletmegőrződésre. Mocsaras, nádas térség volt a legnagyobb része. Annyi bizonyos, hogy önállóságát sokáig megőrizte az Óbabiloni Birodalommal, majd a kasszita Babilonnal (Karadúnias), sőt Elámmal szemben is, sőt talán Babilont is elfoglalták I. Murszilisz hettita király hadjárata után. A források töredékessége nem teszi lehetővé, hogy megállapítsuk Babilon tényleges urát az Óbabiloni Birodalom bukását követően, ezért II. Agum kasszita király is szóba kerülhet. A Tengerföldet rövid időre I. Kadasman-Enlil meghódította ugyan, de hamarosan újra független lett, és az i. e. 2. évezred végén a Tengerföldi második dinasztia végül Babilont is elfoglalta (talán másodszor).
Önállóságának megszűnte után a Kháldea részévé vált. További függetlenségi mozgalmak valószínűleg azért nem indultak innen, mert maguk az Újbabilont irányító arameus származású kháldeusok is e térségből származtak, Nabú-apal-uszur felmenői Bít-Jakíni kormányzóság fejedelmei voltak. Ez a „sejkség” a korabeli tengerparton terült el. Már Marduk-apla-uszur is innen indulva megszerezte Babilon trónját, majd az asszírokkal szemben alulmaradt. Az i. e. 10. századtól az Újbabiloni Birodalom kialakulásáig a kháldeus lázadók alapvető bázisa maradt. Ez időre a korábbi sziget körüli tenger teljesen feltöltődött, kiterjedt új mocsarak jöttek létre az akkori tengerpart vonalán.